# آسویگوو (کانزاس)
آسویگوو (به انگلیسی: Oswego) شهری در ایالت کانزاس کشور ایالات متحده آمریکا است که جمعیت آن در سرشماری سال ۲۰۱۰ میلادی، ۱٬۸۲۹ نفر بوده‌است.